# Mimosa obstrigosa
Mimosa obstrigosa är en ärtväxtart som beskrevs av Arturo Erhardo Erardo Burkart. Mimosa obstrigosa ingår i släktet mimosor, och familjen ärtväxter. Inga underarter finns listade i Catalogue of Life.